# Beecroft, New South Wales
Beecroft este o suburbie în Sydney, Australia.